# Kristina Şermetowa
Kristina Şermetowa (ur. 25 maja 1993) – turkmeńska sztangistka, olimpijka z Tokio 2020, wicemistrzyni świata.

## Udział w zawodach międzynarodowych
| Impreza              | Rok  | Miejsce   | Kategoria | Wynik  | Wynik   |
| Impreza              | Rok  | Miejsce   | Kategoria | Dwubój | Miejsce |
| -------------------- | ---- | --------- | --------- | ------ | ------- |
| Igrzyska olimpijskie | 2020 | Tokio     | do 55 kg  | 205    | 6.      |
| Mistrzostwa świata   | 2017 | Anaheim   | do 53 kg  | 204    | srebro  |
| Mistrzostwa świata   | 2018 | Aszchabad | do 55 kg  | 210    | 6.      |
| Mistrzostwa świata   | 2019 | Pattaya   | do 55 kg  | 196    | 11.     |
| Mistrzostwa Azji     | 2017 | Aszchabad | do 53 kg  | 182    | brąz    |
| Mistrzostwa Azji     | 2019 | Ningbo    | do 55 kg  | 172    | 8.      |
| Mistrzostwa Azji     | 2020 | Taszkent  | do 55 kg  | 198    | 7.      |